# Turgut Özal
Pour les articles homonymes, voir Özal.
Turgut Özal, né le 13 octobre 1927 à Malatya (Turquie) et mort le 17 avril 1993 à Ankara (Turquie), est un homme d'État turc d'origine kurde, Premier ministre de 1983 à 1989 puis président de la république de Turquie de 1989 à 1993.

## Biographie

### Jeunesse et formation
Özal est diplômé de l'école de l'électrotechnique de l'Université technique d'Istanbul en 1950. 
Entre 1950 et 1952, il travaille dans l'administration d'état de planification de courant électrique et continue ses études aux États-Unis sur la gestion et la technologie de l'énergie électrique entre 1952 et 1953[réf. nécessaire].
Après son retour en Turquie, il travaille dans la même administration sur des projets d'électrification jusqu'en 1958. Özal passe successivement au service de planification d'État en 1959, et dans le département de coordination de planification en 1960.

### Carrière politique
Après son service militaire en 1961, il occupe des postes de direction dans plusieurs organismes d'état et enseigne à l'ODTÜ (Université technique du Moyen-Orient). La banque mondiale l'emploie entre 1971 et 1973. Puis, il préside plusieurs sociétés privées turques jusqu'en 1979. De nouveau au service de l'État, il devient sous-secrétaire d'État auprès du Premier ministre Süleyman Demirel jusqu'au coup militaire 12 septembre 1980. Les gouverneurs militaires sous Kenan Evren le nomment ministre d'État responsable des Affaires économiques jusqu'en juillet 1982.

#### Premier ministre
Le 20 mai 1983 il fonde Anavatan Partisi ou ANAP (le parti de la Mère Patrie ; droite libérale) et devient son président. Le parti gagne les élections et il forme le gouvernement pour devenir le 19e Premier ministre le 13 décembre 1983. Il démarre alors le projet de construction d'une centrale nucléaire à Akkuyu, mais le projet échoue, les entreprises refusant le modèle de concession Build-Operate-Transfer (BOT).
En 1987, il est réélu.
Le 18 juin 1988, il est blessé par balles lors d'un attentat (tr) commis par Kartal Demirağ (en), un membre du MHP.

### Président de la république de Turquie

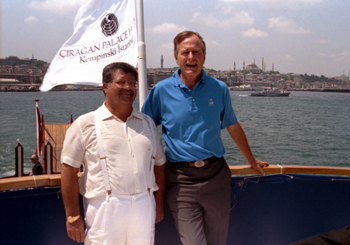
Turgut Özal en 1991 avec le président américain George H. W. Bush.

Le 9 novembre 1989 il devient le 8e président de la Turquie élu par la Grande assemblée nationale de Turquie. 
Özal prend ses fonctions le 9 novembre 1989, jour de la chute du mur de Berlin. Ainsi, son mandat est marqué par l’avènement de la période post-guerre froide, la chute du rideau de fer et la chute de l'URSS, libérant un nouvel espace dont Özal souhaite profiter pour placer la Turquie au centre d’une nouvelle géopolitique. C’est la seconde fois qu’un civil accède à la présidence en Turquie. Özal s’impose rapidement comme l’unique alternative démocratique et récupère l’électorat de droite et centre-droit turc. Cet électorat se montre réceptif puisque lors des premières élections parlementaires auxquelles participent l'ANAP, ce dernier remporte 83,45 % des voix, propulsant Özal au rang de Premier ministre (six ans avant son mandat présidentiel). 
Fidèle d'Özal, Yıldırım Akbulut devient Premier ministre à la suite de l'élection de celui-ci à la présidence de la République (en). Ainsi, Özal conserve l'essentiel du pouvoir par le biais de son Premier ministre, puis le pays connaît une cohabitation après les élections législatives turques de 1991, qui voient le retour de Süleyman Demirel aux affaires.
Avec la présidence d'Özal une nouvelle mouvance politique émerge, celle « des Princes ». Parmi eux on compte Mesut Yılmaz, ministre des Affaires étrangères puis brièvement Premier ministre avec qui Özal fonde l'ANAP. Yılmaz est par ailleurs le rival d'Akbulut. Ce réseau clientéliste est différent de l'habituelle bureaucratie turque : ce sont des technocrates plutôt conservateurs, proches des grands milieux d'affaires. 
Özal se veut la représentation même d'une société turque moderne à la fois religieuse et occidentalisée. Cette conjonction se retrouve dans sa propre personnalité : le président turc est à la fois musulman fervent pratiquant né dans une famille proche de la confrérie Naqchbendiya et grand admirateur des États-Unis, pays dans lequel il a étudié et dont il admire la modernité. Ainsi le discours d'Özal pouvait être très religieux. Il se faisait appeler « le Président croyant »  alors qu'il était encore Premier ministre et est le premier homme d'État de la république de Turquie à se rendre en pèlerinage à La Mecque, en juillet 1988. Son attachement aux confréries islamiques est marqué et permet à ces groupes de prospérer en Turquie. Dans le même temps il pousse la libéralisation de l’économie et renforce l’amitié entre les pays occidentaux et l'État turc.

### Programme politique
Özal et sa nouvelle élite politique se plie dans un premier temps aux cadres fixés par la doctrine de la « synthèse turco islamique » imposée à l’état turc par les « Généraux du 12 septembre ». Ils vont cependant desserrer l’étau qui étreignait la presse turque et l’opposition politique tout en conservant certaines règles relatives notamment aux anciens dirigeants politiques.
Özal s’appuie sur les classes moyennes, développe l’économie grâce à l’encouragement de l’initiative privé mène une politique industrielle exportatrice, en particulier vers les voisins arabes. Özal se concentre sur ce que lui et les « Princes » nomment « le pilier central ». Ce pilier correspond aux classes moyennes, par opposition aux exclus qui eux rassemblent les populations pauvres vivant en zones rurales ou urbaines dont de nombreux militants de la gauche radicale. Hamit Bozarslan explique le succès d’Özal par « sa capacité à [désigner comme obstacles] devant la demande de prospérité et de stabilité exprimée par la première, les éléments de cette deuxième nation aux contours flous. Il était possible de mener une politique répressive à son encontre au nom de la tranquillité de la première nation. Le “pilier central” applaudissant la coercition utilisée contre cette deuxième nation est une création d’Özal ». Ce pilier central est également la pierre angulaire de l’ANAP. 
Özal a le projet de libéraliser l’économie de la Turquie. Pour pouvoir développer cette libéralisation, il choisit de se défaire du cadre autoritaire hérité du régime militaire un temps accepté par son administration. À ce mouvement s’ajoute une forte demande de démocratisation par la société turque en réaction à la fin de la guerre froide. 
Le nouveau paradigme économique développé par Özal est censé articuler la Turquie aux régions voisines et donc au Moyen Orient. Le président considère que les pays voisins, étant moins politiquement, militairement et économiquement avancés tomberont donc sous l’influence turque. Le développement du libéralisme et de la dérégulation qui déferle sur les pays occidentaux dans les années 80 pousse Özal à mettre en avant un modèle moyen-oriental marié au capitalisme. Il souhaite montrer que le monde islamique n’est pas imperméable à la marche capitaliste et que la Turquie est le point d’ancrage idéal de l’économie libérale occidentale vers le Moyen Orient et le « centre régional de gestion des finances ». C’est ce que les universitaires nomment « néo-ottomanisme » ou « özalisme ».  Y. Özcan décrit l’özalisme comme les « funérailles du kémalisme ». 
Le président turc procède donc à une libéralisation des marchés financiers, à des privatisations massives, à une dérégulation du cours de la monnaie etc. Özal s’inspire ouvertement de Ronald Reagan et de Margaret Thatcher dont il admire la politique économique. 
Dans cette perspective, le président turc engage la Turquie dans le processus d’adhésion à l’Union Européenne. Le projet européen contribue à la création d’une ouverture vers les Kurdes et d’un apaisement avec la Grèce. Selon Özcan, Turgut Özal considère les Turcs comme des musulmans européens, il écrit un ouvrage « Turkey in Europe, Europe in Turkey » dans lequel il explique que la Turquie a toujours fait partie de l’Europe et qu’ainsi, la problématique turque ne trouve pas son origine dans la différence de culture mais bien dans le retard économique qu’il compte bien rattraper.

### Une vision géopolitique nouvelle

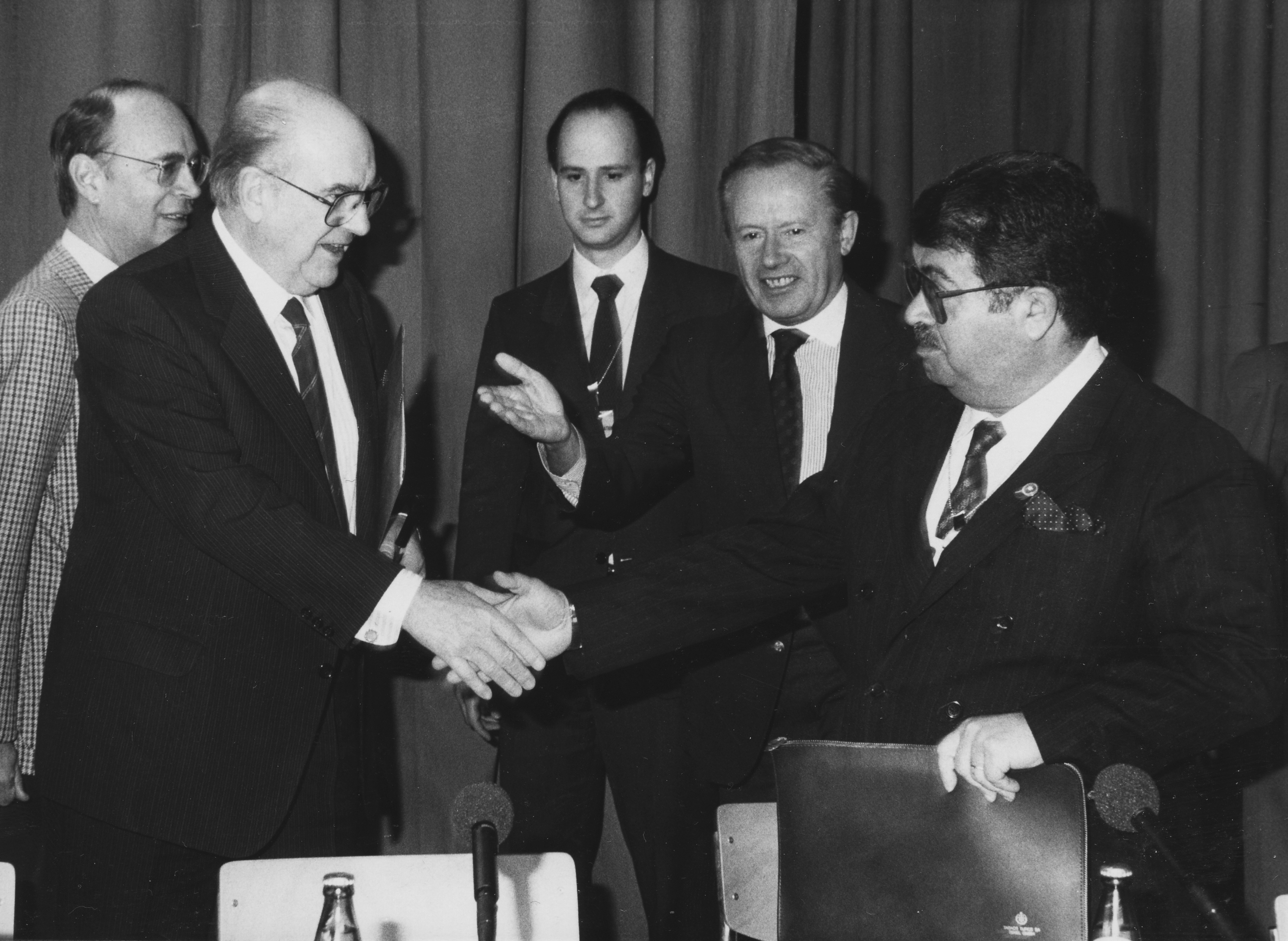
Andreas Papandreou et Turgut Özal à Davos en 1986.

Özal souhaite tirer profit de la fin de la guerre froide pour permettre à la Turquie de devenir un acteur majeur de la région aux côtés des États-Unis. Son objectif est d’obtenir une reconnaissance sur la scène internationale et de placer la Turquie au rang de puissance régionale stabilisatrice.
Ainsi, il s’illustre en prenant la décision de s’engager aux côtés des États-Unis dans la coalition déployée en Irak. Cette décision n’est ni appréciée par l’état-major turc ni par une grande partie de la classe politique. Ces derniers restent convaincus par la doctrine kémaliste qui refuse toute intervention hors des frontières de l’état. Certains ministres vont jusqu’à démissionner : le Ministre des affaires étrangères Ali Bozer quitte le gouvernement le 12 octobre 1990, le Ministre de la Défense fait de même le 18 octobre, suivra Necip Torumtay, le chef d’état major, le 3 décembre de la même année. L’opinion publique ne soutient pas non plus cette décision.
Özal souhaite inscrire la Turquie dans le paysage géopolitique de la région, parmi les pays indispensables à la sécurité de la zone qu’il appelle « le Nord » et non « l’Ouest », zone orientale à laquelle est habituellement associée la Turquie. Par ce changement rhétorique, Özal marque son attachement à l’entretien d’un lien étroit avec les puissances occidentales auxquelles il veut prouver la volonté turque de défendre des intérêts communs et dont il souhaite obtenir la reconnaissance de son état comme d’un « pivot stratégique » régional. Ce rapprochement passe par la fin du non interventionnisme qui faisait office de doctrine depuis les temps kémalistes. Pendant l’ensemble de son mandat, Özal revendique « une politique extérieure active ». Selon le chef d’état, cette nouvelle direction doit permettre à la Turquie de gagner sa place à la table des négociations aux côtés des puissances qui sortiront renforcées de la guerre froide. Ainsi, pour la première fois depuis trente deux ans, Özal reçoit sur le sol turc le président américain George Bush en juillet 1991.

### La question kurde
Si Özal est kurde par sa mère, il défend dans un premier temps, le nationalisme turc et souhaite construire un état fort.
Cependant, Y. Özcan décrit l’özalisme comme les « funérailles du kémalisme ». Selon lui, Mustafa Kemal voulait l’unité sans la différence ethnique. Durant son mandat présidentiel, Turgut Özal souhaite reconsidérer les questions de nationalité. Le néo-ottomanisme réside donc ici dans le souhait de revendiquer une identité turque ottomane large, incluant les minorités et certains peuples musulmans voisins. Ainsi, la Guerre du Golfe permet à Özal de poser la Turquie en défenseur de Kurdes irakiens. 
En 1984, le PKK (Parti des travailleurs du Kurdistan, parti représentant les intérêts des Kurdes de Turquie) entame une véritable guérilla contre le gouvernement turc. En 1987, un premier cessez-le-feu est mis en place et les zones kurdes accèdent à un statut spécifique. Le président Özal entreprend une certaine libéralisation des droits culturels et va jusqu’à déclarer, choquant une grande partie de l’opinion publique, que le « modèle basque » pouvait correspondre à un régime acceptable pour les Kurdes de Turquie. À partir de 1990-1991, les partis kurdes légaux voient le jour à l'image du HEP. L'usage du kurde banni à la suite du coup d'Etat de 1980 redevient légal, et des ouvrages critiques traitant de l'opération Tunceli paraissent.  
Cependant, les efforts d’Özal pour résoudre la question kurde sont entachés par la violente répression des festivités du nouvel an kurde de 1992, le Newroz, qui fera une centaine de victimes. Hamit Bozarslan y voit la limite de la volonté réformatrice du gouvernement d’Özal. La mort soudaine du Président en 1993 met fin à cet élan d'ouverture. Dès 1994, la député Leyla Zana est incarcérée pour avoir prêté serment à la Meclis en kurde et le HEP est dissous par la Cour constitutionnelle.

## Controverse sur sa mort
Il meurt officiellement d'une crise cardiaque le 17 avril 1993 dans l'exercice de ses fonctions au lendemain de son retour d'une tournée dans des républiques turciques de l'ex-URSS. Il avait déjà été opéré du cœur en 1989 et pour un cancer de la prostate en 1992. Sa mort le fait entrer dans la mémoire collective des Turcs. Certains l’assimilent même à une figure de martyr, ce qui le rapproche d’Adnan Menderes, homme d’État qu'il admirait beaucoup et à côté duquel il a souhaité être enterré dans le mausolée qu'il lui a fait construire. Il continuait de représenter une alternative politique puisque selon Bozarslan, Özal projetait de fonder un nouveau parti qui aurait soutenu la constitution d’une nouvelle république permettant l’abolition définitive des cadres républicains bâtis par Mustafa Kemal.
Selon sa famille, il aurait été empoisonné par les partisans d'une guerre à outrance contre le PKK.
Au cours des dernières années, la théorie de l'assassinat de Turgut Özal par des agents turcs de l'OTAN s'est répandue dans l'opinion publique turque. Elle est le thème du film à succès Kurtlar Vadisi Gladio (décembre 2009).
Le 3 octobre 2012, sa dépouille est exhumée pour enquête. L'autopsie y révèle une très forte concentration de DDT, mais ne prouve pas la thèse de l'assassinat.

## Anecdotes
Özal a un jour déclaré, sous forme de provocation, ne lire seulement que des Lucky Luke,.